# Casa Quaglia
Casa Quaglia è un antico edificio padronale di Paese, considerato uno dei primi esempi di villa veneta nel Trevigiano.

## Storia
In assenza di studi approfonditi, la data dell'edificazione rimane oscura. Se tutti gli studiosi la fanno quattrocentesca, alcuni propendono per la prima metà del secolo, altri per la seconda metà, altri ancora per la fine.
Il primo riferimento scritto compare in una mappa d'estimo compilata tra il Sei e il Settecento: vi viene rappresentata come un edificio semplice, a due soli piani, affiancata dal lungo corpo rustico tuttora esistente.
Per secoli fu utilizzata come casa colonica e ha subito gravi manomissioni. Nel 1993 un drastico restauro le ha restituito l'aspetto originale.

## Edificio
Il complesso è costituito dalla casa padronale e da un annesso rustico a "L", che sorge poco più a sud.
La facciata principale presenta al piano terra tre arcate, spostate rispetto all'asse di simmetria; la prima da sinistra è ad arco ribassato, le altre due a sesto acuto. In corrispondenza dell'asse mediano si apre una trifora con archi a sesto acuto, affiancata da due bifore analoghe. Il fronte si conclude con una cornice in laterizi disposti a spina di pesce, oltre la quale si colloca il tetto a capanna. Già da questa composizione è possibile intuire l'utilizzazione della casa: il pianterreno, con il porticato, era adibito a scopi agricoli, il piano superiore, dotato di eleganti aperture, rappresentava la dimora padronale.
La facciata a nord, più semplice, presenta ancora un tratto di cornice di gronda in mattoni, una bifora centrale con archi a tutto sesto ed altre aperture analoghe.
L'interno, che presenta gravi rimaneggiamenti, conserva ancora parte dell'originaria pavimentazione in cotto e soprattutto alcuni solai con travatura alla sansovina e cantinelle dipinte. Sono andate perdute invece le altre decorazioni interne. 
Ciò che più caratterizza l'edificio sono gli affreschi del fronte principale. Sono motivi di vario genere, come fasce girali d'acanto, finta tappezzeria e melograni, a cui si aggiungono, presso il portico, tracce di scene cavalleresche tratte dal Roman de Renart (testimonianza della diffusione della cultura francese nella zona). Le decorazioni richiamano quelle coeve di alcuni palazzi di Treviso.